# Aubeville
Aubeville is een plaats en voormalige gemeente in het Franse departement Charente (regio Nouvelle-Aquitaine) en telt 144 inwoners (2005). De plaats maakt deel uit van het arrondissement Angoulême. Op 1 januari is Aubeville gefuseerd met de gemeenten Jurignac, Mainfonds en Péreuil tot de gemeente Val des Vignes. 

## Geografie
De oppervlakte van Aubeville bedraagt 8,1 km², de bevolkingsdichtheid is 17,8 inwoners per km².
De onderstaande kaart toont de ligging van Aubeville met de belangrijkste infrastructuur en aangrenzende gemeenten.

## Demografie
Onderstaande figuur toont het verloop van het inwonertal (bron: INSEE-tellingen).

Vanwege een beveiligingsprobleem met de MediaWiki Graph-software is het momenteel niet mogelijk deze grafiek weer te geven. Zodra de software is bijgewerkt zal de grafiek vanzelf weer zichtbaar worden.